# Plestiodon finitimus
Plestiodon finitimus (далекосхідний сцинк) — вид сцинкоподібних ящірок родини сцинкових (Scincidae). Мешкає в Японії і Росії.

## Опис
Далекосхідні сцинки мешкають в центрі і на північному сході Хонсю, за винятком півострова Ідзу, на Хоккайдо та на острові Кунашир, можливо. також на узбережжі Приморського краю. Вони живуть в лісах та на луках. поблизу геотермальних джерел. Живляться дрібними безхребетними, відкладають яйця.